# Araneus vincibilis
Araneus vincibilis är en spindelart som först beskrevs av Eugen von Keyserling 1893.  Araneus vincibilis ingår i släktet Araneus och familjen hjulspindlar. Inga underarter finns listade i Catalogue of Life.